# ألبرت سمايلي وليامز
ألبرت سمايلي وليامز هو سياسي أمريكي، ولد في 15 نوفمبر 1849، وتوفي في 1924. نشط حزبياً في الحزب الديمقراطي. وقد انتخب Mayor of Nashville ‏.